# Emin Hasic
Emin Hasic, född 8 februari 2003 är en svensk fotbollsspelare (försvarare) som spelar för kroatiska Osijek. 

## Klubblagskarriär
Emin Hasic moderklubb är BK Häcken, där han började spela i fotbollsskolan som liten knatte. Som 16-åring fick Hasic också A-lagsdebutera för klubben, då han stod för ett inhopp i träningsmatchen mot Norrby IF den 21 november 2019. Efter att ha spenderat säsongen 2020 i klubbens P19-lag såldes Hasic i januari 2021 till italienska Serie B-laget Lecce. Medieuppgifter gjorde gällande att BK Häcken dessförinnan nobbat ett bud från den allsvenska konkurrenten IFK Norrköping på Hasic.
De följande två och ett halvt åren levde Hasic som ungdomsproffs i Italien. Tiden i Lecce avslutades också succéartat då Hasic avgjorde Primavera-finalen mot Fiorentina den 9 juni 2023 med ett mål i den 122:a minuten, vilket innebar att Lecce blev italienska U19-mästare 2022/2023. Efter guldet löpte Hasic kontrakt med Serie A-klubben ut. Parterna befann sig till en början i förhandlingar om en kontraktsförlängning men den 25 augusti 2023 meddelade istället allsvenska IFK Värnamo att 20-åringen skrivit på ett tre och ett halvt år långt kontrakt med klubben.
Emin Hasic lämnade Italien ut att fått göra sin A-lagsdebut men fick den 1 oktober 2023 debutera i Allsvenskan, då han stod för ett kort inhopp när IFK Värnamo besegrade Mjällby AIF med 3-2.
I augusti 2024 värvades Hasic av kroatiska Osijek, där han skrev på ett treårskontrakt.

## Landslagskarriär
Emin Hasic har representerat Sveriges U21-, U19- och U17-landslag. Förutom Sverige har han även möjlighet att spela för Bosnien och Hercegovina.
Hans första blågula framträdande kom den 18 september 2018 när det nybildade P15-landslaget förlorade med 1-3 mot Norge. Året därpå fanns Hasic med i truppen till den första kvalrundan till U17-EM 2020 och spelade då i en av tre matcher när Sverige tog sig vidare till Elite Round. Med anledning av coronavirusets utbrott ställdes både den andra kvalrundan och EM-slutspelet in.
Efter att ha gjort sitt enda U19-framträdande när P18-landslaget förlorade med 0-3 mot Finland den 7 september 2021 blev Hasic i mars 2023 för första gången uttagen till U21-landslaget. Debuten kom i 3-2-segern mot Skottland den 23 mars 2023, då Hasic hoppade in i den 87:e minuten. I matchen därpå, mot Colombia den 26 mars 2023, fick Hasic för första gången starta en U21-landskamp.

## Statistik
| Klubb              | Säsong             | Liga               | Liga    | Liga | Nationell cup | Nationell cup | Internationell cup | Internationell cup | Övrigt  | Övrigt | Totalt  | Totalt |
| Klubb              | Säsong             | Division           | Matcher | Mål  | Matcher       | Mål           | Matcher            | Mål                | Matcher | Mål    | Matcher | Mål    |
| ------------------ | ------------------ | ------------------ | ------- | ---- | ------------- | ------------- | ------------------ | ------------------ | ------- | ------ | ------- | ------ |
| IFK Värnamo        | 2023               | Allsvenskan        | 2       | 0    | 0             | 0             | -                  | -                  | -       | -      | 2       | 0      |
| Totalt i karriären | Totalt i karriären | Totalt i karriären | 2       | 0    | 0             | 0             | 0                  | 0                  | 0       | 0      | 2       | 0      |